# Hygin (papież)
Hygin, (ur. w Atenach, zm. ok. 142 w Rzymie) – męczennik i święty Kościoła katolickiego, 9. papież w latach ok. 138 – ok. 142.

## Życiorys
Hygin był filozofem, pochodził z Aten. Jego pontyfikat trwał najprawdopodobniej cztery lata, jak wynika z Liber Pontificalis oraz świadectwa Euzebiusza z Cezarei. Wedle katalogu liberyjskiego miał panować 12 lat.
Św. Ireneusz napisał, że w latach panowania Hygina przybyli do Rzymu dwaj słynni gnostycy: Walenty z Aleksandrii i Cerdon z Syrii. Natomiast św. Justyn, apologeta i męczennik, twierdził, że Hygin podjął się przerzucenia pomostu pomiędzy filozofią helleńską, a chrześcijaństwem. Tradycja głosi, że św. Hygin zmarł w więzieniu. Jego wspomnienie liturgiczne jako męczennika wypada 11 stycznia.